# Saksonia-Marksuhl
Księstwo Saksonii-Marksuhl (niem. Herzogtum Sachsen-Marksuhl) – księstwo Świętego Cesarstwa Rzymskiego powstałe w wyniku wydzielenia z pozostałych ziem linii ernestyńskiej dynastii Wettynów, istniejące od 1662 do 1671 roku. 

## Historia
Księstwo powstało w 1662 roku dla Jana Jerzego I, trzeciego syna Wilhelma, księcia Saksonii-Weimar. Początkowo Jan Jerzy miał wspólnie ze swoim starszym bratem, Adolfem Wilhelmem, rządzić Saksonią-Eisenach. Jan Jerzy ostatecznie zaakceptował otrzymanie dochodów z księstwa Saksonii-Eisenach i niewielkich terenów z siedzibą w niewielkiej miejscowości Marksuhl. Saksonia-Marksuhl została ponownie włączona do Saksonii-Eisenach po śmierci Wilhelma Augusta w 1671 roku i przejęcia tronu Eisenach przez Jana Jerzego I.

## Władcy (Herzöge)
- Jan Jerzy I 1662–1671

zjednoczenie z Saksnią-Eisenach